# Volotxàievski
Volotxàievski (en rus: Волочаевский) és un poble (un possiólok) de l'óblast de Rostov, a Rússia, segons el cens del 2010 tenia 832 habitants, és la seu administrativa del districte homònim.